# Tell Me What You See
Tell Me What You See is een nummer van de Britse popgroep The Beatles. Het nummer verscheen in 1965 op hun vijfde album Help!. Het nummer staat op naam van zowel John Lennon als Paul McCartney, maar werd vooral door laatstgenoemde geschreven.

## Achtergrond
Tell Me What You See is een van de minder bekende nummers van The Beatles. Mogelijk komt doordat het nummer als "opvulling" voor het nieuwe album diende. Vaak waren dit nummers waarvoor Lennon en McCartney minder inspiratie hadden en waarvoor ze dus meer werk moesten verzetten om er een goed lied van te maken. Volgens McCartney was dit bij Tell Me What You See ook het geval. Het nummer werd voor een groot deel door McCartney geschreven, maar hij kreeg hierbij ook hulp van Lennon.
In februari 1965 begonnen The Beatles aan de opnamen van hun tweede speelfilm Help!. Tell Me What You See werd daarbij door The Beatles voorgesteld als een mogelijk geschikt nummer voor de soundtrack van de film. Het nummer werd echter niet gekozen door regisseur Richard Lester.

## Opnamen
Tell Me What You See werd door The Beatles opgenomen in de Abbey Road Studios in Londen op 18 februari 1965. The Beatles hadden vier takes nodig om het nummer naar wens op te nemen. Hierbij maakten The Beatles gebruik van twee, voor hen ongebruikelijke, slaginstrumenten: de güiro en claves. Net als bij twee andere nummers op Help!, The Night Before en You Like Me Too Much, werd tijdens de opnamen van Tell Me What You See ook een pianet van Hohner (een elektrische piano) bespeeld.
Tijdens dezelfde sessie op 18 februari werden ook You've Got to Hide Your Love Away en het pas in 1996 uitgebrachte If You've Got Trouble opgenomen.

## Release
Tell Me What You See werd in het Verenigd Koninkrijk op 6 augustus 1965 uitgebracht op het album Help!. Het nummer werd in de Verenigde Staten door platenmaatschappij Capitol echter niet uitgebracht op Help!, maar werd al eerder, op 14 juni 1965, uitgebracht op het album Beatles VI. Deze werkwijze van Capitol irriteerde The Beatles enigszins, aangezien zij hun albums als complete eenheden zagen. Door Capitols werkwijze ging dit idee verloren.

## Credits
- Paul McCartney – zang, basgitaar, elektrische piano
- John Lennon – zang, slaggitaar, tamboerijn
- George Harrison – leadgitaar, güiro
- Ringo Starr – drums, claves